# Boxtel
Boxtel è una municipalità dei Paesi Bassi di 30 300 abitanti situata nella provincia di Brabante Settentrionale.